# Triade dell'atleta femmina
La triade dell'atleta femmina è una sindrome dove è compresente una scarsa disponibilità di energia (con o senza disturbi del comportamento alimentare), amenorrea/oligomenorrea e ridotta densità minerale ossea (osteoporosi e osteopenia). Anche conosciuta più semplicemente come "triade", è facile trovarla in partecipanti di sesso femminile di sport enfatizzanti la magrezza o un basso peso corporeo. La triade è una sindrome grave che può portare conseguenze negative alla salute del soggetto per tutta la vita.

## Classificazione
La triade dell'atleta femmina è una sindrome con tre condizioni correlate, perciò, se un'atleta soffre di un elemento della triade, è possibile che contemporaneamente soffra anche degli altri due aspetti. Con l'espandersi della partecipazione delle donne nello sport, la prevalenza di un particolare disturbo legato al sesso femminile, denominato "triade dell'atleta femmina", è anch'esso cresciuto. A causa di questo aumento, nel 1980 la triade dell'atleta femmina è stata studiata per valutarne i sintomi, fattori di rischio, cause e trattamenti e approfondirne le relazioni con lo sport e chi lo pratica; in particolare è diffusa nella corsa, ginnastica e pattinaggio di figura. Molte di coloro che ne soffrono sono coinvolte in sport che promuovono la perdita di peso e la magrezza. Gli sport agonistici che richiedono un basso peso corporeo possono facilitare l'insorgenza di un disturbo alimentare, risultando così responsabili dell'origine della triade dell'atleta femmina. Per alcune donne, assecondare le necessità del proprio corpo a favore dello sport praticato ha enormi conseguenze. Inoltre, per alcune atlete agoniste, problemi come bassa autostima, tendenza al perfezionismo, stress familiare, le mette ancor più a rischio di un disordine alimentare.

## Segni e sintomi
I sintomi clinici della triade possono includere disordini alimentari, stanchezza, perdita di capelli, mani e piedi freddi, pelle secca, perdita notevole di peso, maggior tempo di guarigione delle ferite, più rischio di fratture e cessazione del ciclo mestruale. Le donne affette possono anche soffrire di bassa autostima e depressione.
Dopo esami più approfonditi il medico può notare i seguenti sintomi: elevati livelli di beta-carotene nel sangue, anemia, ipotensione ortostatica, squilibri elettrolitici, ipoestrogenismo, atrofia vaginale e bradicardia.
Un'atleta può manifestare segni di un'alimentazione restrittiva, ma non soddisfare i criteri clinici per un disturbo del comportamento alimentare. Può anche avere delle irregolarità mestruali, come modificazioni della lunghezza del ciclo, anovulazione o difetti della fase luteale, senza arrivare completamente all'amenorrea. Allo stesso modo, la densità minerale ossea di un'atleta può diminuire senza per forza scendere sotto il range di normalità.

## Cause
La ginnastica artistica e ritmica, il pattinaggio di figura, la danza, il nuoto, la corsa di lunga distanza sono esempi di sport che enfatizzano un basso peso corporeo. Le donne che partecipano a questi sport hanno un rischio maggiore di sviluppare la triade dell'atleta femmina.
Le atlete con un rischio maggiore per una scarsa disponibilità energetica sono coloro che restringono il loro introito calorico, svolgono allenamenti faticosi per lunghi periodi, hanno una dieta vegetariana o limitata a pochi tipi di nutrienti. Tanti fattori sembrano contribuire al sorgere di un disordine alimentare o disturbo del comportamento alimentare clinicamente diagnosticato. La dieta è il fattore comune di partenza ma il campo d'interesse si allarga alle influenze ambientali e sociali, alla predisposizione psicologica, alla bassa autostima, alla famiglia, abusi, fattori biologici e genetici. Nel caso di atlete, a questi fattori vanno ad aggiungersi un inizio precoce dell'attività sportiva agonistica, eventuali infortuni e l'aumento di intensità e frequenza degli allenamenti. Gli studi mostrano l'attitudine ad un disordine alimentare più alto nelle atlete che svolgono sport che enfatizzano la magrezza.

## Trattamento
Alla base della triade dell'atleta femmina c'è uno sbilanciamento tra l'introito calorico dato dagli alimenti e l'energia spesa dal corpo durante l'attività fisica. Il trattamento prevede di ristabilire questo squilibrio, incrementando le calorie della dieta o diminuendo quelle bruciate con l'esercizio fisico, per un periodo di almeno 12 mesi. Le donne con la triade dell'atleta femmine sono seguite da un team multidisciplinare che include psicologi, un dietista e sostegno dei familiari, amici e dell'allenatore.
Alcuni medici potrebbero consigliare l'uso di contraccettivi orali dato che uno dei sintomi della sindrome è l'irregolarità del ciclo mestruale. Tuttavia, la causa primaria di un ciclo alterato è l'insufficiente disponibilità energetica, l'uso della pillola per regolarizzare le mestruazioni senza apportare cambiamenti sostanziali alla dieta, potrebbe solo nascondere il problema legato all'introito calorico, ritardando la possibilità d'intervento più adeguata. Una donna che fa uso di contraccettivi orali per regolarizzare il ciclo mestruale, senza correggere l'introito calorico, continuerà a perdere densità ossea.

## Per progredire
Allenatori, preparatori atletici ed operatori sanitari dovrebbero essere messi a maggior conoscenza dell'esistenza della triade dell'atleta femmina, così da poterne riconoscere i sintomi precocemente e quindi prima che nelle atlete insorga la sindrome vera e propria. Sia le atlete che i loro allenatori e gli operatori sanitari dovrebbero essere consapevoli dove è più necessario focalizzare una rete d'informazione. L'atleta potendo manifestare anche solo una delle tre componenti, deve poter essere seguita da tutti i partecipanti alla cura con la sicurezza che questi siano realmente a conoscenza della triade dell'atleta femmina.